# Новруз, Рамиз
Рамиз Новруз (азерб. Ramiz Novruz; настоящее имя Рамиз Кяввам оглы Новрузов; 25 мая 1955, Самедабад, Пушкинский район — 21 февраля 2023, Баку) — азербайджанский актёр театра и кино, автор пьес, Заслуженный артист Азербайджана (1993), Народный артист Азербайджана (1998).

## Биография
Родился 25 мая 1955 года в селе Самедабад Пушкинского района Азербайджанской ССР. В 1978 году окончил Азербайджанский государственный институт искусств по специальности «Актёр драматического театра и кино» (курс Адиля Искендерова).
После окончания ВУЗа Новрузов получил назначение в Сумгаитский государственный драматический театр им Гусейна Араблинского. С 1 сентября 1981 года являлся актёром Академического государственного драматического театра. Снимался также в кино.
В 1993 году Новрузову было присвоено звание Заслуженного артиста Азербайджанской республики, а в 1998 году — Народного артиста Азербайджанской Республики.
Рамиз Новруз был также автором ряда пьес, две из которых были поставлены на сцене.
В 2013 году удостоен премии Джафара Джабарлы.
В 2018 году удостоен Персональной пенсии Президента Азербайджанской Республики.
В 2019 году награждён Почётным дипломом Президента Азербайджанской Республики.
В декабре 2021 года сын Рамиза Новруза Джавидан Новруз заявил, что его отцу был поставлен диагноз «рак желудка». Однако сам Рамиз Новруз опроверг слова своего сына, заявив, что у него была лишь простуда. В августе 2022 года дочь актёра сообщила, что её отец поправился. 21 февраля 2023 года Рамиз Новруз скончался. Похоронен на Ясамальском кладбище города Баку.